# 세계 스프린트 스피드스케이팅 선수권 대회
세계 스프린트 스피드 스케이팅 선수권 대회(영어: World Sprint Speed Skating Championships)는 국제빙상경기연맹(ISU)에서 주관하는 세계 규모의 스피드 스케이팅 단거리 경기 대회이다. 1970년부터 매년 개최되고 있다. 현재 남녀 500m와 1000m를 이틀에 걸쳐 두 차례씩 겨뤄 포인트를 합산하여 순위를 가린다.

## 세계 스프린트 스피드 스케이팅 선수권 대회 입상자 목록

### 남자부
| 개최연도 | 개최지                | 금메달                         | 은메달                     | 동메달                         |
| 1970     | 미국 웨스트앨리스     | 소련 발레리 무라토프           | 일본 스즈키 게이이치       | 노르웨이 망네 토마센           |
| 1971     | 서독 인첼             | 서독 에르하르트 켈러           | 스웨덴 오베 쾨니그         | 네덜란드 아르트 스헹크         |
| 1972     | 스웨덴 에스킬스투나   | 핀란드 레오 린코베시           | 소련 발레리 무라토프       | 네덜란드 아르트 스헹크         |
| 1973     | 노르웨이 오슬로       | 소련 발레리 무라토프           | 네덜란드 요스 팔렌테인     | 네덜란드 에피 블레이커르       |
| 1974     | 오스트리아 인스브루크 | 노르웨이 페르 비에랑           | 일본 스즈키 마사키         | 네덜란드 에피 블레이커르       |
| 1975     | 스웨덴 예테보리       | 소련 알렉산드르 사프로노프     | 소련 예브게니 쿨리코프     | 소련 발레리 무라토프           |
| 1976     | 서독 서베를린         | 스웨덴 요한 그라나트           | 미국 댄 이머폴             | 미국 피터 뮬러                 |
| 1977     | 네덜란드 알크마르     | 미국 에릭 하이든               | 미국 피터 뮬러             | 소련 예브게니 쿨리코프         |
| 1978     | 미국 레이크플래시드   | 미국 에릭 하이든               | 노르웨이 프로데 뢴니       | 스웨덴 요한 그라나트           |
| 1979     | 서독 인첼             | 미국 에릭 하이든               | 캐나다 가에탕 부셰르       | 노르웨이 프로데 뢴니           |
| 1980     | 미국 웨스트앨리스     | 미국 에릭 하이든               | 캐나다 가에탕 부셰르       | 미국 톰 플랜트                 |
| 1981     | 프랑스 그르노블       | 노르웨이 프로데 뢴니           | 소련 세르게이 흘레브니코프 | 소련 아나톨리 메덴니코프       |
| 1982     | 네덜란드 알크마르     | 소련 세르게이 흘레브니코프     | 캐나다 가에탕 부셰르       | 노르웨이 프로데 뢴니           |
| 1983     | 핀란드 헬싱키         | 일본 구로이와 아키라           | 소련 파벨페고프            | 네덜란드 힐버르트 판 더르 다윔 |
| 1984     | 노르웨이 트론헤임     | 캐나다 가에탕 부셰르           | 소련 세르게이 흘레브니코프 | 노르웨이 카이 아르네 엥엘스타  |
| 1985     | 네덜란드 헤이렌베인   | 소련 이고리 젤레좁스키         | 캐나다 가에탕 부셰르       | 미국 댄 잰슨                   |
| 1986     | 일본 가루이자와       | 소련 이고리 젤레좁스키         | 미국 댄 잰슨               | 일본 구로이와 아키라           |
| 1987     | 캐나다 생프와         | 일본 구로이와 아키라           | 미국 닉 토메츠             | 일본 미타니 유키히로           |
| 1988     | 미국 웨스트앨리스     | 미국 댄 잰슨                   | 동독 우베옌스 마이         | 미국 에릭 플레임               |
| 1989     | 네덜란드 헤이렌베인   | 소련 이고리 젤레좁스키         | 동독 우베옌스 마이         | 소련 안드레이 바흐발로프       |
| 1990     | 노르웨이 트롬쇠       | 대한민국 배기태                | 소련 안드레이 바흐발로프   | 소련 이고리 젤레좁스키         |
| 1991     | 독일 인첼             | 소련 이고리 젤레좁스키         | 독일 우베옌스 마이         | 일본 구로이와 도시유키         |
| 1992     | 노르웨이 오슬로       | 독립국가연합 이고리 젤레좁스키 | 미국 댄 잰슨               | 일본 구로이와 도시유키         |
| 1993     | 일본 이카호           | 벨라루스 이고리 젤레좁스키     | 일본 미야베 야스노리       | 일본 시미즈 히로야스           |
| 1994     | 캐나다 캘거리         | 미국 댄 잰슨                   | 러시아 세르게이 클레프체냐 | 일본 이노우에 주니치           |
| 1995     | 미국 밀워키           | 대한민국 김윤만                | 일본 시미즈 히로야스       | 일본 미야베 야스노리           |
| 1996     | 네덜란드 헤이렌베인   | 러시아 세르게이 클레프체냐     | 일본 시미즈 히로야스       | 일본 호리 마나부               |
| 1997     | 노르웨이 하마르       | 러시아 세르게이 클레프체냐     | 노르웨이 로게르 스트룀     | 미국 캐지 피츠랜돌프           |
| 1998     | 독일 베를린           | 네덜란드 얀 보스               | 캐나다 제러미 워더스푼     | 네덜란드 에르번 벤네마르스     |
| 1999     | 캐나다 캘거리         | 캐나다 제러미 워더스푼         | 네덜란드 얀 보스           | 일본 시미즈 히로야스           |
| 2000     | 대한민국 서울         | 캐나다 제러미 워더스푼         | 캐나다 마이크 아일랜드     | 일본 시미즈 히로야스           |
| 2001     | 독일 인첼             | 캐나다 마이크 아일랜드         | 일본 시미즈 히로야스       | 캐나다 제러미 워더스푼         |
| 2002     | 노르웨이 하마르       | 캐나다 제러미 워더스푼         | 미국 캐지 피츠랜돌프       | 캐나다 마이크 아일랜드         |
| 2003     | 캐나다 캘거리         | 캐나다 제러미 워더스푼         | 네덜란드 헤라르트 판 펠더  | 네덜란드 에르번 벤네마르스     |
| 2004     | 일본 나가노           | 네덜란드 에르번 벤네마르스     | 캐나다 제러미 워더스푼     | 캐나다 마이크 아일랜드         |
| 2005     | 미국 솔트레이크시티   | 네덜란드 에르번 벤네마르스     | 캐나다 제러미 워더스푼     | 미국 조이 치크                 |
| 2006     | 네덜란드 헤이렌베인   | 미국 조이 치크                 | 러시아 드미트리 도로페예프 | 네덜란드 얀 보스               |
| 2007     | 노르웨이 하마르       | 대한민국 이규혁                | 핀란드 페카 코스켈라       | 미국 샤니 데이비스             |
| 2008     | 네덜란드 헤이렌베인   | 대한민국 이규혁                | 캐나다 제러미 워더스푼     | 대한민국 문준                  |
| 2009     | 러시아 모스크바       | 미국 샤니 데이비스             | 일본 나가시마 게이이치로   | 네덜란드 시몬 카위퍼르스       |
| 2010     | 일본 오비히로         | 대한민국 이규혁                | 대한민국 이강석            | 일본 나가시마 게이이치로       |
| 2011     | 네덜란드 헤이렌베인   | 대한민국 이규혁                | 대한민국 모태범            | 미국 샤니 데이비스             |
| 2012     | 캐나다 캘거리         | 네덜란드 스테판 그로트하위스   | 대한민국 이규혁            | 대한민국 모태범                |
| 2013     | 미국 솔트레이크시티   | 네덜란드 미헬 뮐더르           | 핀란드 페카 코스켈라       | 네덜란드 헤인 오테르스페이르   |
| 2014     | 일본 나가노           | 네덜란드 미헬 뮐더르           | 미국 샤니 데이비스         | 오스트레일리아 대니얼 그레이그 |
| 2015     | 카자흐스탄 아스타나   |                                |                            |                                |
| 2016     | 대한민국 서울         |                                |                            |                                |

### 여자부
| 년도 | 개최지                | 금                           | 은                               | 동                           |
| 1970 | 미국 웨스트앨리스     | 소련 류드밀라 티토바         | 소련 니나 스타트케비치           | 네덜란드 아체 클렌-딜스트라  |
| 1971 | 서독 인첼             | 동독 루트 슐라이어마허       | 미국 앤 헤닝                     | 미국 다이앤 홀럼             |
| 1972 | 스웨덴 에실스투나     | 서독 모니카 플루크           | 미국 다이앤 홀럼                 | 소련 류드밀라 티토바         |
| 1973 | 노르웨이 오슬로       | 미국 실라 영                 | 네덜란드 아체 클렌-딜스트라      | 서독 모니카 플루크           |
| 1974 | 오스트리아 인스브루크 | 미국 레아 풀로스             | 네덜란드 아체 클렌-딜스트라      | 서독 모니카 플루크           |
| 1975 | 스웨덴 예테보리       | 미국 실라 영                 | 동독 하이케 랑게                 | 캐나다 캐시 프리스트너       |
| 1976 | 서독 서베를린         | 미국 실라 영                 | 미국 레아 풀로스                 | 캐나다 실비아 버카           |
| 1977 | 네덜란드 알크마르     | 캐나다 실비아 버카           | 미국 레아 풀로스                 | 네덜란드 하이츠커 페일먼     |
| 1978 | 미국 레이크플래시드   | 소련 류보브 사드치코바       | 미국 베스 하이든                 | 폴란드 에뤼나 리스-페렌스    |
| 1979 | 서독 인첼             | 미국 레아 풀로스             | 미국 베스 하이든                 | 동독 크리스타 로텐부르거     |
| 1980 | 미국 웨스트앨리스     | 동독 카린 엥케               | 미국 레아 풀로스-뮐러            | 미국 베스 하이든             |
| 1981 | 프랑스 그르노블       | 동독 카린 엥케               | 소련 타트야나 타라소바           | 소련 나탈랴 페트루스요바     |
| 1982 | 네덜란드 알크마르     | 소련 나탈랴 페트루스요바     | 동독 카린 부슈                   | 서독 모니카 플루크           |
| 1983 | 핀란드 헬싱키         | 동독 카린 엥케               | 소련 나탈리야 페트루시요바       | 동독 크리스타 로텐부르거     |
| 1984 | 노르웨이 트론헤임     | 동독 카린 엥케               | 소련 발렌티나 랄렌코바골로벤키나 | 소련 나탈리야 글레보바       |
| 1985 | 네덜란드 헤이렌베인   | 동독 크리스타 로텐부르거     | 동독 앙겔라 슈탕케               | 폴란드 에르비나 리시페렌스   |
| 1986 | 일본 가루이자와       | 동독 카린 카니아             | 동독 크리스타 로텐부르거         | 미국 보니 블레어             |
| 1987 | 캐나다 생푸아         | 동독 카린 카니아             | 미국 보니 블레어                 | 동독 크리스타 로텐부르거     |
| 1988 | 미국 웨스트앨리스     | 동독 크리스타 로텐부르거     | 동독 카린 카니아                 | 미국 보니 블레어             |
| 1989 | 네덜란드 헤이렌베인   | 미국 보니 블레어             | 동독 크리스타 루딩로텐부르거     | 일본 하시모토 세이코         |
| 1990 | 노르웨이 트롬쇠       | 동독 앙겔라 후으크슈탕케     | 미국 보니 블레어                 | 네덜란드 크리스티너 아프팅크 |
| 1991 | 독일 인첼             | 독일 모니크 가브레히트       | 중국 예차오보                    | 네덜란드 크리스티너 아프팅크 |
| 1992 | 노르웨이 오슬로       | 중국 예차오보                | 미국 보니 블레어                 | 독일 크리스타 루딩로텐부르거 |
| 1993 | 일본 이카호           | 중국 예차오보                | 미국 보니 블레어                 | 러시아 옥사나 라빌로바       |
| 1994 | 캐나다 캘거리         | 미국 보니 블레어             | 독일 앙겔라 하우크슈탕케         | 중국 쉐뤼훙                  |
| 1995 | 미국 밀워키           | 미국 보니 블레어             | 러시아 옥사나 라빌로바           | 독일 프란치스카 솅크         |
| 1996 | 네덜란드 헤이렌베인   | 미국 크리스 위티             | 노르웨이 에델 테레세 회이세트    | 독일 프란치스카 솅크         |
| 1997 | 노르웨이 하마르       | 독일 프란치스카 솅크         | 중국 쉐뤼훙                      | 미국 크리스 위티             |
| 1998 | 독일 베를린           | 캐나다 카트리오나 르메이 돈  | 독일 자비네 푈커                 | 미국 크리스 위티             |
| 1999 | 캐나다 캘거리         | 독일 모니크 가브레히트       | 캐나다 카트리오나 르메이 돈      | 독일 자비네 푈커             |
| 2000 | 대한민국 서울         | 독일 모니크 가브레히트       | 미국 크리스 위티                 | 네덜란드 마리안너 팀머르     |
| 2001 | 독일 인첼             | 독일 모니크 엔펠트가브레히트 | 일본 산미야 에리코               | 캐나다 카트리오나 르메이 돈  |
| 2002 | 노르웨이 하마르       | 캐나다 카트리오나 르메이 돈  | 네덜란드 안드레아 나위트         | 벨라루스 안젤리카 코튜가     |
| 2003 | 캐나다 캘거리         | 독일 모니크 가브레히트엔펠트 | 캐나다 신디 클래슨               | 일본 신야 시호미             |
| 2004 | 일본 나가노           | 네덜란드 마리안너 팀머르     | 독일 아니 프리징거               | 미국 제니퍼 로드리게스       |
| 2005 | 미국 솔트레이크시티   | 미국 제니퍼 로드리게스       | 벨라루스 안젤리카 코튜가         | 독일 자비네 푈커             |
| 2006 | 네덜란드 헤이렌베인   | 러시아 스베틀라나 주로바     | 중국 왕만리                      | 이탈리아 키아라 시미오나토   |
| 2007 | 노르웨이 하마르       | 독일 아니 프리징거           | 네덜란드 이레인 뷔스트           | 캐나다 신디 클래슨           |
| 2008 | 네덜란드 헤이렌베인   | 독일 예비 볼프               | 독일 아니 프리징거               | 네덜란드 안네터 헤릿선       |
| 2009 | 러시아 모스크바       | 중국 왕베이싱                | 독일 예니 볼프                   | 중국 위징                    |
| 2010 | 일본 오비히로         | 대한민국 이상화              | 일본 요시이 사유리               | 독일 예니 볼프               |
| 2011 | 네덜란드 헤이렌베인   | 캐나다 크리스틴 네스빗       | 네덜란드 안네터 헤릿선           | 네덜란드 마르곳 부르         |
| 2012 | 캐나다 캘거리         | 중국 위징                    | 캐나다 크리스틴 네스빗           | 중국 장훙                    |
| 2013 | 미국 솔트레이크시티   | 미국 헤더 리처드슨           | 중국 위징                        | 대한민국 이상화              |
| 2014 | 일본 나가노           | 중국 위징                    | 중국장훙                         | 미국 헤더 리처드슨           |
| 2015 | 카자흐스탄 아스타나   |                              |                                  |                              |
| 2016 | 대한민국 서울         |                              |                                  |                              |